# Prebolevniški serum
Prebolevniški ali rekonvalescentski serum je serum osebe, ki je (pred nedavnim) prebolela določeno kužno bolezen.
V prebolevniškem serumu se nahajajo protitelesa proti povzročitelju; če gre za prisotna nevtralizirajoča protitelesa, se lahko tak serum potencialno uporabi za zdravljenje bolnikov, ki prebolevajo kužno bolezen. Že v začetku 20. stoletja so prebolevniške serume uporabljali pri bolnikih, ki so jih prizadeli izbruhi različnih virusnih bolezni, na primer otroška ohromelost, ošpice, mumps in gripa. Prebolevniški serum so uporabili tudi pri izbruhih novejših virusnih bolezni, kot so prašičja gripa (H1N1), ptičja gripa (H5N1), ebola, mers, sars. Podatki raziskave iz leta 2009 na 20 bolnikih s hudo obliko prašičje gripe, ki so prejeli prebolevniški serum, so pokazali učinkovitost glede zmanjšanja virusnega bremena v dihalih, serumskega citokinskega odziva in smrtnosti. Raziskava na 80 bolnikih s sarsom je pokazala višjo stopnjo odpusta iz bolnišnice v primerjavi z bolniki, ki niso prejeli prebolevniškega seruma. Uporaba prebolevniškega seruma predstavlja eno od potencialnih oblik zdravljenja tudi za bolnike s covidom-19.